# Club de Regatas Santa Fe
O Club de Regatas Santa Fe,  é  uma agremiação poliesportiva argentina, da cidade de Santa Fé (Argentina), com destaque para  o remo, basquete e voleibol indoor, entre outros.

## Histórico
O clube nasceu em 16 de setembro de 1892 no sul da cidade e em 1909 mudou-se para terras próximas ao jovem e próspero porto de Santa Fé. Mas 1925 foi um ano sombrio na história do clube,  literalmente renascer das cinzas e que hoje orgulha o povo de Santa Fé por sua história e paixão náutica, um grande incêndio  afetou as instalações do Club Regatas Santa Fe, destruindo-as em sua totalidade, segundo relato de Jacinto Cabrera que trabalhava vigia do clube que por volta da meia-noite, viu o seu descanso perturbado por ruídos no teto do seu quarto, pegou na sua faca para se defender de possíveis ladrões, mas o que encontrou foram as chamas a devorar o segundo andar do Regatas.
Os bombeiros chegaram rapidamente ao local do acidente, desenrolando as suas mangueiras, mas pouco puderam fazer, o vento que soprava da costa da lagoa aumentava a potência das chamas que cresciam para cima, consumindo tudo no seu caminho.
Pela manhã, as centenas de curiosos que se aglomeraram para ver o evento puderam ver como o desastre se completou com toda a magnitude. "Tudo foi perdido", disseram os sócios. Duas canoas, quatro remos e o tradicional “canhãozinho” foram salvos. Naquela época, o Iate Clube contava com 54 barcos, entre os quais se destacavam os três longos “oitos” e dois únicos barcos “concha” holandeses na Argentina.
Dias depois do triste acontecimento, o presidente do Clube de Ginástica e Esgrima  ofereceu as instalações a todos os sócios do Regatas, um verdadeiro gesto nobre. Os anos se passaram e em 1930 já contava com novas instalações na atual propriedade. O Regatas foi uma das primeiras instituições a iniciar a prática do pólo aquático e  teve a primeira cesta de basquete da cidade de Santa Fé. Por ali passaram atletas que marcaram: Ángel Malvicino no remo, Waldemar Castaño no o basquete, Enrique Muttis, campeão argentino e sul-americano de remo; Marcelo e Carlos Vicentín (polo aquático nos Jogos Olímpicos de Londres em 48).
O Iate Clube se recuperou lentamente do trágico acontecimento de 1925 e em 1973 inaugurou seu famoso ginásio e estádio fechado. Assim como a fênix, que renasce das cinzas e do esforço de sua diretoria e sócios, o Regatas é hoje uma instituição que tem uma longa história em nossa cidade.
No voleibol feminino conquistou a medalha de bronze no Campeonato Sul-Americano de Clubes de 1977 em Buenos Aires. E o time masculino de vôlei conquistou o bronze no Sul-Americano de Clubes de 1978 em Chuquicamata e o quarto lugar na edição de 1979 em São Paulo (cidade)
Em 1983, sofreu inundações e o enchente causou muitos estragos e inundou a casa de máquinas, embora tenha conseguido se recuperar e se tornar uma grande referência na cidade. Atualmente praticam-se modalidades como o ténis crioulo, ginástica desportiva, pano, karate do, pano, voleibol, basquetebol, hóquei subaquático, saltos ornamentais, natação, polo aquático e remo.

## Pólo aquático
Na categoria Sub-15  em 2022 tinha terminado em último lugar, no ano de 2023 o clube conquistou o título nacional na cidade de Rosario, promovida pela Confederação de Esportes Aquáticos da República Argentina (CADDA). Somou duas vitórias e um empate nas eliminatórias, vencendo o Avellaneda na semifinal. Fez uma campanha invicta à grande final contra o Club Atlético Newell's Old Boys de Rosário, disputada nas instalações do Gimnasia y Esgrima (GER).

## Títulos

### Voleibol feminino
- Campeonato Sul-Americano:
- Terceiro lugar: 1977

### Voleibol masculino
- Campeonato Sul-Americano:
- Terceiro lugar: 1978
- Qaurto lugar: 1979